# Pachnepteryx signaticollis
Pachnepteryx signaticollis är en kackerlacksart som först beskrevs av Carl Stål 1877.  Pachnepteryx signaticollis ingår i släktet Pachnepteryx och familjen småkackerlackor.
Artens utbredningsområde är Filippinerna. Inga underarter finns listade i Catalogue of Life.